# Fritz Eckstein
Fritz Eckstein (* 7. September 1932 in Darmstadt) ist ein deutscher Chemiker.

## Leben und Werk
1960 promovierte Eckstein bei Burckhardt Helferich in Bonn zum Dr. rer. nat. 1960 und 1961 war er Postdoktorand bei Erich Baer in Toronto und 1962 und 1963 bei Robert B. Woodward an der Harvard University. 1964 wurde er wissenschaftlicher Mitarbeiter am Max-Planck-Institut für experimentelle Medizin in Göttingen. 1968 habilitierte er sich in Braunschweig. Seit 1975 war er außerplanmäßiger Professor am Institut für Organische Chemie der Universität Göttingen.
Ecksteins Fachgebiet ist die Bioorganische Chemie, besonders die Nukleinsäurechemie. Er untersuchte DNA- und RNA-Polymerase und modifizierte Oligonukleotide. Sein größtes Verdienst war die Einführung der Phosphorothioat-Gruppe, die stereochemische Untersuchungen erlaubt und sich bei der DNA-Sequenzierung als hilfreich erwies. Auch für die Genstilllegung mittels Antisense-RNA wird die Phosphorothioatgruppe benutzt. Außerdem arbeitet Eckstein mit Ribozymen.

## Veröffentlichungen
Eckstein publizierte mehr als 450 Arbeiten, darunter:
- Zur Kenntnis einer neuen Glykosidsynthese aus 1-Mesitoylaldosen. Dissertation, Bonn 1960
- Nucleoside Phosphorothioates. Habilitationsschrift, Braunschweig, 1968

## Auszeichnungen
- 1972: Carl-Duisberg-Gedächtnispreises (Gesellschaft Deutscher Chemiker)
- 1992: Alexander-von-Humboldt-Gay Lussac Award
- 2000: Richard-Kuhn-Medaille (Gesellschaft Deutscher Chemiker)